# Model de rebliment d'espai

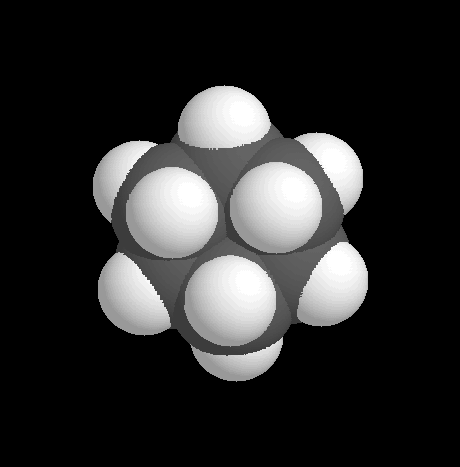
Un model de rebliment d'espai del ciclohexà C_{6}H_{12}. Les esferes blanques representen els àtoms d'hidrogen, els quals envolten un anell d'àtoms de carboni (en gris).

Un model de rebliment d'espai (en anglès: space-filling model, també conegut com a calotte model) en química, és un tipus de model molecular en tres dimensions on els àtoms es representen per esferes els radis dels quals són proporcionals als radis atòmics i les distàncies entre centres són proporcionals a les distàncies entre els nuclis atòmics, tot a la mateixa escala. Els àtoms de diferents elements químics normalment es representen per esferes de colors diferents.
Aquest model es distingeix d'altres representacions 3D, com el model de boles i pals i els models esqueletals per fer servir bolesde mida completa per als àtoms. Són útils per a visualitzar la forma efectiva i la dimensió relativa de la molècula.D'altra banda el model de rebliment d'espai no mostra explícitament els enllaços químics entre els àtoms ni l'estructura de la molècula més enllà de la primera capa d'àtoms. .

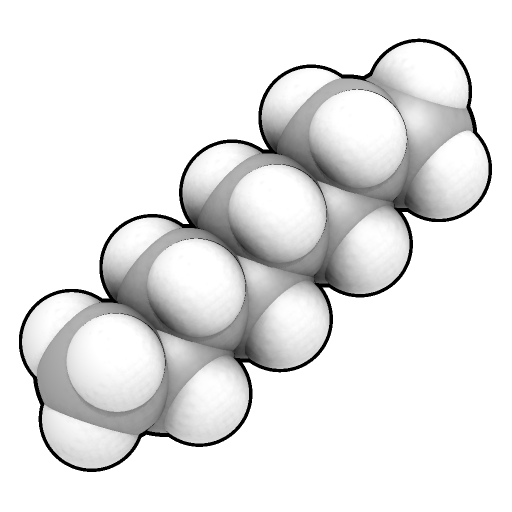
Model de rebliment d'espai de l'octà C_{8}H_{18}

Els pioners en el seu ús van ser Robert Corey, Linus Pauling i Walter Koltun.